# Mines de Chilcobija
 (août 2021).
Si vous disposez d'ouvrages ou d'articles de référence ou si vous connaissez des sites web de qualité traitant du thème abordé ici, merci de compléter l'article en donnant les références utiles à sa vérifiabilité et en les liant à la section « Notes et références ».
Les Mines de Chilcobija sont des mines de Bolivie.

## Géographie
La ville de Tupiza, toute proche des mines, se trouve sur le territoire ancestral des Chichas.

## Historique
Exploitées dès 1900 pour des minerais traités par flottation, près de la frontière argentine, elles furent riches en argent, plomb, cuivre, étain, zinc et antimoine. Ce fut l'un des principaux producteurs d'antimoine de Bolivie dans les années 1970, mais la plupart du temps, le site n'est plus exploité.